# Justizamt Warmsdorf
Das Justizamt Warmsdorf war 1812 bis 1847 eine Gerichts- und Verwaltungseinheit im Herzogtum Anhalt-Köthen und danach im Herzogtum Anhalt-Dessau mit Sitz in Güsten. Benannt ist es nach Warmsdorf einer bedeutenden herzoglichen Domäne und früherem Amtssitz.

## Geschichte
In Warmsdorf bestand das Amt Warmsdorf. Im Jahre 1811 wurde das Land nach französischem Vorbild in Distrikte eingeteilt, darunter der Distrikt Warmsdorf. Ab 1812 wurden die landesherrlichen Verwaltungs- und Gerichtseinheiten in Anhalt-Köthen dann einheitlich Justizamt genannt. Es umfasste die Stadt Güsten und die Dörfer Ilberstedt mit Kölbigk, Amesdorf, Warmsdorf, Giersleben, Klein Schierstedt und Neundorf. Im Jahre 1830 wurden mehr als 4000 Einwohner. Das Justizamt war sowohl Gericht erster Instanz als auch Verwaltungsbehörde. Als Appellationsgericht diente die herzogliche Regierung in Köthen.

## Übergang an Anhalt-Dessau 1847
Im Jahre 1847 ging Anhalt-Köthen in Anhalt-Dessau auf, und die Gerichte wurden übernommen. Appellationsgericht war nun die herzogliche Regierung in Dessau.

## Neuorganisation 1849/50
Mit der Märzrevolution war eine umfassende Verwaltungs- und Justizreform verbunden. Die Trennung der Rechtsprechung von der Verwaltung wurde eingeführt und die Patrimonialgerichte abgeschafft. Die Verwaltungsaufgaben übernahmen die Kreisdirektionen und die Gerichtsfunktionen die Kreisgerichte und Kreisgerichtskommissionen. Für die Justiz entstand so das Kreisgericht Köthen mit einer Kreisgerichtskommission in Güsten. Dieses war dem Oberlandesgericht Dessau in zweiter und Oberappellationsgericht Jena letzter Instanz übergeordnet. Die Verwaltungsaufgaben übernahm die Kreisdirektion Köthen.